# 岩村学
岩村 学（いわむら まなぶ、Iwamura Manabu 、1970年6月18日 - ）は日本のDJ、音楽プロデューサー、トラックメイカーである。別名義のMR imaginasionとしても活動している。

## 概要
1990年代、イタリア・ミラノを活動拠点にSHOW MUSIC・SALON MUSICをクリエイトする。
2000年、＊＊＊＊＊＊＊＊＊Records,Tokyo（日本コロムビア）より1stアルバム『わたしの考えるジャズ』でメジャー・デビュー。その後、90万枚を超えるリミックスシリーズ『ルパン三世 / PUNCH THE MONKEY!3』、『PIZZICATO FIVE REMIX』に参加。
2002年ミラノから東京に活動拠点を移し、DJ、作曲家として世界各地で活動。同年、2ndアルバム『テオレマ・16のコンポジション』を発表。ゲスト・ミュージシャンにドイツ映画音楽界の巨匠ペーター・トーマス、ポエトリーリーディングに伊武雅刀を迎える。コマーシャルワークはTVCF用音源を中心に作曲活動を行う。
ファッションブランド・ANTEPRIMAと作曲家・岩村学のコラボレーションにより生まれたSHOW MUSICアルバム、「Woman」は3年間に渡りミラノ・コレクションでのファッションショーの世界観を作り上げた10曲とm-floによるスペシャルリミックス1曲を収録。
2010年MR.imaginasion名義では、東京ガールズコレクション10thランウェイ.アンセムでローラをフィーチャリングしてプロデュース。
2012年Francfranc20周年企画・新ブランドHotel and Resortで香港政府から名誉勲章を授与されているAlan Chan、KEITA MARUYAMAとのコンピレーション・アルバムで書き下ろし楽曲を発表した。

## ディスコグラフィー
- This is how I feel about JAZZ   1st album 10曲
  - 私の考えるジャズ
  - [＊＊＊＊＊＊＊＊＊Records,Tokyo] COCP-50325  2000年

- TEOREMA16 COMPOSIZIONI DI IWAMURA MANABU  テオレマ 16のコンポジション　2nd album 16曲
  - [READYMADE INTERNATIONAL] RMCA1004  2002年

- WOMAN   3rd album 10曲
  - [FICC inc] FICCM-1001  2008年

- TOKYO GIRLS COLLECTION 10th Anniversary Runway Anthem
  - L.O.V.E.crave  [TGC RECOMMENDS] MR imagination feat ROLA
  - [フォーライフ・レコード] FLCF-4322  2010年

- BGM vol.1 for modernica　[NHKスタジオパーク]
  - 1. Smartest World (Opening Version)
  - [フォーライフ・レコード/gut] FLCG-3105  2004年

- キューピ  ーラジオCM「サウンドスケイプ、水菜」篇
- マシュマロみたいなふわふわにゃんこ[テーマ音楽]
- GIRLS MAGIC! 森ガールと音楽
  - ル．バート   YUKA／IWAMURA manabu 岩村 学 [株式会社エーチーム] ATCD-10020  2010年

- Bossa Disney Nova
  - それはむずかしい / マルコス・ヴァーリー
  - amusement mix remixed by 岩村 学
  - [エイベックス/Disney] AVCW-12380  2005年

- DEATH NOTE×DEATH NOTE the Last name×
  - L change the WorLd original soundtrack Triple Club Re-mix
  - 10. stranger ～ parental　love - 9SoDNtLn．00：29 -
  - [バップ] VPCD-81587  2008年

- flower feat.RYOJI (from ケツメイシ)
  - NAO  2. Destiny  IWAMURA manabu 岩村 学[エイベックス] RZCD-45206  2006年

- La Generation Readymade 2000 
  - Cafe Sciantung
  - [日本コロムビア] COCP-50250  2000年

- miss maki nomiya sings 野宮真貴
  - Nicora
  - [日本コロムビア] COCP-50353  2000年

- MODAL JAZZ loves DISNEY
  - A Guy Like You (The Bells of Notre Dame)
  - [エイベックス/Disney/Us Music] AVCW-12638  2007年

- PUNCH THE MONKEY 3
  - SAMBA TEMPERADO (cinema edit)
  - [日本コロムビア] COCP-50335  2000年

- Readymade Digs Classics
  - ウィリアム・テル序曲 (ロッシーニ) (FORTALEZA mix:岩村学)
  - ピアノ・ソナタ第14番 月光 (ベートーヴェン) (I WANT YOU mix:岩村学)
  - IWAMURA manabu 岩村学 [エイベックス/Disney/ブエナビスタ] AVCW-12455  2006年

- Just Like A Tiger's Eye (MANABU IWAMURA '90s MIX)(feat.Sana)
  - ジャフロサックス
  - [ユニバーサル ミュージック/コナミデジタルエンタテインメント]POCE-7325  2005年

- REMIXIES 2000 PIZZICATO FIVE ピチカート・ファイヴ 
  - ROMA {corso edit}
  - [日本コロムビア] COCP-50225  2000年

- あぁ 素晴ら四季 日々 エイジアエンジニア
  - 東京24時
  - [エイベックス] RZCD-45596  2007年

- ザ・ファシネイションズ [Best of] ファシネイションズ
  - Fascinated Groove feat. ピエール・バルー (IWAMURA manabu remix)
  - [High Contrast] HCCD-9508  2005年

- よりぬきパンチ・ザ・モンキー イン・ザ・ミックス
  - サンバ・テンペラード (cinema-edit)
  - [日本コロムビア] COCP 50434  2000年

- Francfranc Hotel and Resort ～URBAN SUITE 
  - OVER THE WINDO  Iwamura Manabu feat. momo
  - [Francfranc Music] PRPH-5072  2012年

## TV-CF/番組
- ソフトバンク Yahoo! BB光 「輝く上戸彩」篇
- 富士通デザイン
- JR東海 のぞみ新ダイヤ 品川駅開業
- ソニー企業CM like no other 1min
- MOVIE PLUS 開局全音源
- スペースシャワーTV 「STAND」全音源
- フジテレビ
  - 「奇跡体験!アンビリバボー」エンディングテーマ曲
  - 世界の絶景100選
- カネボウ ラブーシュカ
- ニコン
- 資生堂
- KDDI  DION by KDDI
- J-PHONE東海・九州
- キユーピー  ラジオCM「サウンドスケイプ、水菜」篇
- サンリオ  マシュマロみたいなふわふわにゃんこ[ テーマ曲 ]
- アストンマーティン　ヴァルハラ

## ファッションショー/イベント
- ANTEPRIMA
- antonio marras
- BALLY
- シャネル
- ケンゾー
- GQ MEN OF THE YEAR 2012
- GIUSEPPE ZANOTTI
- プラダ
- VALENTINO
- Les Copains
- KEITA MARUYAMA
- REPLAY
- VOGUE NIPPON Woman of the Year 2006
- YLANG YLANG
- NATURAL BEAUTY
- BEIGE SHOP
- Astonmartin
- わたしの考えるジャズ（2000年）
- テオレマ・16のコンポジション（2002年） - ナレーションに伊武雅刀が参加。
- WOMAN（2008年）
- ラグビーワールドカップ日本大会 オープニングセレモニー作曲（2019年）